# Clemente Ferreira França
Clemente Ferreira França, primeiro e único Visconde com Grandeza e Marquês de Nazaré (Salvador, 16 de março de 1774 — 11 de março de 1827), foi um juiz de fora, desembargador e político brasileiro.
Foi ministro, conselheiro de estado e senador do Império do Brasil, de 1826 a 1827.